# 루드비카시

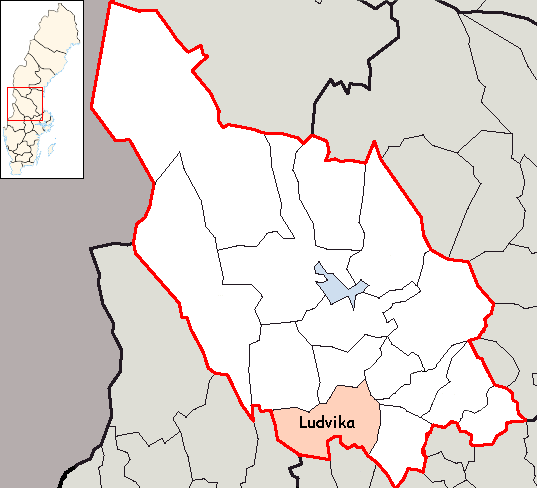
루드비카 시의 위치

루드비카시(스웨덴어: Ludvika kommun)는 스웨덴 달라르나주에 위치한 지방 자치체로 행정 중심지는 루드비카이며 면적은 1,647.81km2, 인구는 26,933명(2016년 12월 31일 기준), 인구 밀도는 16명/km2이다.

시 문장